# 유로파 착륙선 (NASA)
유로파 착륙선(Europa Lander)은 2025년 이후 발사 예정인 유로파 탐사선이다. 궤도선인 유로파 클리퍼와 임무를 같이 수행할 것으로 예상된다. 주요 목표는 유로파의 생명체를 탐사하고 유로파의 물의 특성을 밝히고 유로파의 표면 구성을 탐사하는 것이다. 또 살기 좋은 구역과 미래의 유로파 탐사의 실마리를 주는 것이 이 탐사의 목표다. 그러니 위성의 생명체의 존재, 과거 등을 탐사한다고 보면 된다.

## 역사와 제작배경
미국 의회는 2016년 유로파를 탐사하자는 계획을 내놓았고, 이는 NASA가 검토하였다. 그리고 6개월 간의 계획 검토를 마친 NASA가 2월 자세한 계획의 콘셉트를 잡고 보고서를 작성했다. 이 탐사선이 의회에 나온 이유는 이 탐사선이 탐사할 주제인 외계 생물학 연구는 40년 동안 묻혀 있었기 때문이다. 이 탐사선이 NASA에 제출되기 전까지는 외계 생명을 찾기 위해서 제출된 탐사선은 40년 전인 바이킹 계획이 유일했다. 그리고 갈릴레오 호가 유로파 안에 지하 바다가 있을 것이라는 연구 성과로 훌륭한 천체생물학 연구지가 되었다. 보통 과학자들은 유로파의 바다는 미네랄, 각종 아미노산 등이 있고 생물이 살기 좋은 환경일 것이라고 예상한다. 또 간헐천이나 높은 온도를 가진 온천 등도 있는 것으로 예상된다고 한다. 마지막으로 물이 흐른 자국이나 지반이 활동적인 구역도 있어서 탐사하기 좋은 장소가 사방에 널려 있는 천체가 유로파다. 유로파 랜더가 나오기 전에도 2005년 이미 탐사선 제안이 1개 있었고 또 2012년 3개의 탐사선이 NASA에 제안, 3개의 탐사선이 설계 학술지에 실렸다. 이런 탐사선들은 계속 제안되었고, 미국 의원이 8천만 달러를 배정했다. 그리고 2017년 7월, 플래그쉽 프로그램으로 유로파 클리퍼와 함께 편입되었다. 그러나 도널드 트럼프가 집권한 뒤 지구 과학 숙청 수준으로 터무니 없이 NASA에 예산배정을 적게 하고 많은 탐사선을 폐기하자고 해서 이 계획은 잠시 중단되었다. 그러나 아직 예산이 조금 남아있어 조금 더 개발할 예산은 가지고 있다.

## 과학장비
최종적으로 다음 과학장비들이 정해졌다. 더 자세한 내용은 2019년 6월까지 연구해서 정확한 과학장비를 정하고 본격적으로 연구한다. 현재 다음의 페이로드가 실릴 것으로 과학자들은 일단 정해 놓았다.
드릴:유로파의 표면을 뚫거나 샘플을 수집하는 것이 목적이다.
샘플 캐시:유로파의 샘플을 보관하는 일종의 저장소 같은 역할로, 샘플을 담아서 탐사하는 것이 목적이다.
카메라:주변 풍경과 유로파의 표면을 찍는 것이 목적이다.
지진계:외행성의 위성의 지진을 탐사하는 것이 목적이다.
방사선 차폐벽:방사선에 취약한 부분을 차폐막으로 가려 고장을 막는 것이 목적이다.
적외선 분광기:적외선 분광법으로 유로파를 분광해서 탐색하는 게 목적이다.
라만 분광기:라만 분광법으로 유로파를 분광해서 탐색하는 게 목적이다.
질량 분석기:질량 분석을 해 유로파 표면의 구성 물질을 아는 것이 목적이다.
자력계:유로파의 자기장을 분석하는 게 목표다.
광학 현미경:유로파의 미생물을 현미경으로 관찰할 예정이다. 다만 관찰하려면 아래서 빛을 비춰줘야 해서 현재 개발 진행 중이고, 가장 개발이 더디다.
전력 공급기:탐사선에 전력을 공급하며, RTG로 공급할 예정이다. 하지만 현재(2018년 기준) NASA는 4개의 발전기만 가동하고 있는데, 4개의 발전기가 들어있는 탐사선은 화성에 있는 로버와 보이저 호다. 그런데 지금 RTG를 만들어도 기한 안에 만들지 못한다. 그래서 태양전지를 쓰자는 의견이 나왔으나, 태양전지를 쓰면 목성 주변(엄청난 방사선과 자기장, 온도 등)의 극한의 환경에 버티지 못하고 깨어지거나 고장날 수 있다. 또 열화의 가능성도 커서 전지가 얼마 못 버티기 때문에 이 의견은 무산되었다. 그래서 현재 RPS 사용 여부를 고민하는 중이다.

## 발사
발사는 2024년 SLS로 발사할 예정이다(현재). 가장 선택 가능성이 높은 발사 계획은 SLS로 2025년 발사해서 2027년 지구를 스윙바이해 2030년 착륙할 예정이다. 정확한 발사장소는 프시케와는 다르게 아직 공개되지 않은 상태다. 다만 케이프커내버럴이나 GSFC에서 발사할 가능성이 가장 높다.

## 착륙
착륙은 디오비트, 낙하, 착륙방식을 사용할 것이다. 일단 유로파를 돌다가 낙하하여 유로파에 착륙하는 방식이다. 착륙한 후 유로파 클리퍼를 통해서 유로파 랜더의 사진을 보낼 것이다. 그리고 MarCO와 비슷하게 유로파 탐사선들이 보낸 데이터를 송신할 위성도 같이 발사할 예정이다. 착륙 장소는 아직 정해지지 않고, 2019년 정도에 정해질 것이다.

## 지원, 개발, 투자
- NASA
- JPL
- 록히드 마틴
- 존스 홉킨스 대학교
- 코넬 대학교
- 워싱턴 주립 대학교
- 칼텍
- SwRI
- ULA
- 하버드 대학교